# Nikolai Iwanowitsch Kasanli

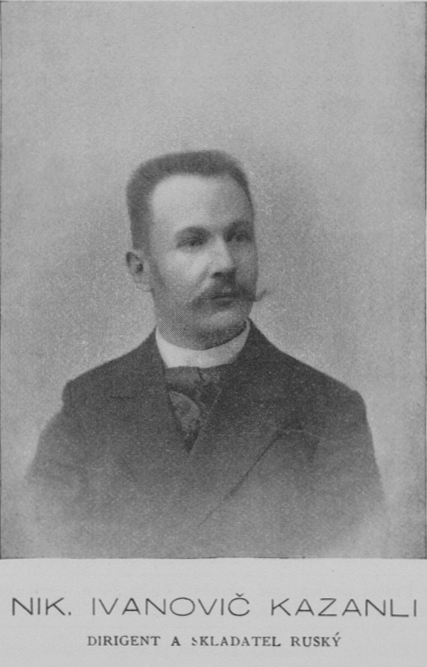
Nikolai Iwanowitsch Kasanli (1902)

Nikolai Iwanowitsch Kasanli (russisch Николай Иванович Казанли; * 5. Dezemberjul. / 17. Dezember 1869greg. in Tiraspol; † 23. Julijul. / 5. August 1916greg. in Petrograd) war ein russischer Komponist, Dirigent und Journalist.

## Leben
Kasanli erlernte das Violinspiel 1879–1883 auf der Musikschule der Gesellschaft der Schönen Künste in Odessa. Er absolvierte dann das Nikolai-Kadettenkorps Poltawa (Abschluss 1886). 1891–1894 studierte er am Sankt Petersburger Konservatorium bei Nikolai Rimski-Korsakow Kompositionstheorie und bei Julius Johannsen Kontrapunktlehre. Beraten ließ er sich von Mili Balakirew, der ihm nahe stand. Daneben arbeitete er in russischen Zeitungen mit (1890–1893).
Kasanlis Werke zeigen deutlich seine technische Meisterschaft, seinen Geschmack und seine Fantasie. Besonders zeichnete er sich durch farbige Instrumentierungen aus. Neuen Formen und Techniken verschloss er sich jedoch. Er instrumentierte viele fremde Werke. 1897–1904 dirigierte er russische Sinfoniekonzerte in München bei Franz Kaim. Unter Kasanlis Leitung wurde dort Michail Glinkas Ruslan und Ljudmila erstmals in Deutschland aufgeführt. 1900 folgte die Aufführung in Berlin. 1902 dirigierte Kasanli in Prag und Bad Kissingen.
Kasanli übersetzte Julius Johannsens deutsches  Lehrbuch des strengen Kontrapunkts ins Russische und gab es auf Wunsch des Autors nach dessen Tod 1904 heraus. Er war Mitarbeiter der Münchener Allgemeinen Zeitung, der Deutschen Musik-Zeitung sowie der Die Musik (1901–1905) neben anderen. Er war Musikinspektor von Schulen in St. Petersburg und dem 2. Kadettenkorps sowie Mitglied der Kommission für die Verbesserung der Militärmusik.
Kasanli wurde in St. Petersburg auf dem Nikolaus-Friedhof des Alexander-Newski-Klosters begraben. Der Physiker Dmitri Nikolajewitsch Kasanli war sein Sohn.

## Werke
für Orchester:
- Sinfonietta G-Dur (1893)
- Sinfonie f-Moll und Ballade Lenora (1897)
- Villa am Meer (Fantasie auf ein Bild von Arnold Böcklin, 1913)
- Musikalisches Bild Karnevalsnacht (1914)
- Oper Miranda (Mariinski-Theater)

für Chor und Orchester:
- Rusalka (Lew Mei)
- Der Wolf im Hundezwinger (Iwan Krylow)
- Festkantate für das 200-jährige Jubiläum des 2. Kadettenkorps (1912)

für Chor a cappella:
- Großes Requiem

Kasanli war der Schöpfer vieler Romanzen.